# Mșana, Zboriv
Mșana (în ucraineană Мшана) este un sat în comuna Iarcivți din raionul Zboriv, regiunea Ternopil, Ucraina.

## Demografie
Componența lingvistică a localității Mșana
     Ucraineană (100%)
Conform recensământului din 2001, toată populația localității Mșana era vorbitoare de ucraineană (100%).